# К-263 «Барнаул»

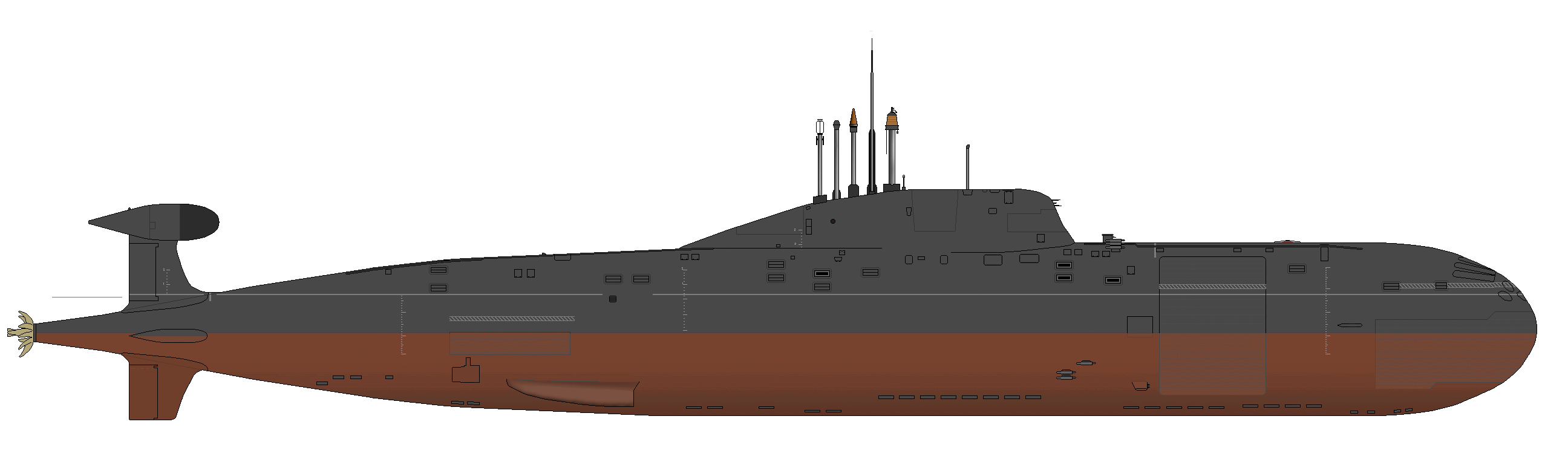
Схематичне зображення російського підводного човна проєкту 971 «Щука-Б»

| К-263 «Барнаул»                                                 | К-263 «Барнаул»                                                             | К-263 «Барнаул»                                                             |
| --------------------------------------------------------------- | --------------------------------------------------------------------------- | --------------------------------------------------------------------------- |
| К-263 «Барнаул»                                                 |                                                                             |                                                                             |
|                                                                 |                                                                             |                                                                             |
| Російський ПЧ К-263 «Барнаул» у Великому камені. 27 червня 2015 |                                                                             |                                                                             |
| Верф                                                            | завод № 199, Комсомольськ-на-Амурі                                          | завод № 199, Комсомольськ-на-Амурі                                          |
| Під прапором                                                    | СРСР Росія                                                                  | СРСР Росія                                                                  |
| Належність                                                      | Військово-морський флот СРСР · Військово-морські сили Російської Федерації  | Військово-морський флот СРСР · Військово-морські сили Російської Федерації  |
| Порт приписки                                                   | Вілючинськ, Бухта Крашеніннікова                                            | Вілючинськ, Бухта Крашеніннікова                                            |
| Закладений                                                      | 9 травня 1985                                                               | 9 травня 1985                                                               |
| Спуск на воду                                                   | 28 травня 1986                                                              | 28 травня 1986                                                              |
| Введений до складу флоту                                        | 30 грудня 1987                                                              | 30 грудня 1987                                                              |
| Перейменований                                                  | З 13 квітня 1993 року — «Дельфін»; з 9 лютого 2002 — «Барнаул»              | З 13 квітня 1993 року — «Дельфін»; з 9 лютого 2002 — «Барнаул»              |
| Виведений зі складу флоту                                       | 2013                                                                        | 2013                                                                        |
| На службі                                                       | 1987–2013                                                                   | 1987–2013                                                                   |
| Сучасний статус                                                 | 2019 року утилізований                                                      | 2019 року утилізований                                                      |
| Бойовий досвід                                                  | Холодна війна                                                               | Холодна війна                                                               |
| Проєкт                                                          |                                                                             |                                                                             |
| Тип ПЧ                                                          | багатоцільовий атомний підводний човен                                      | багатоцільовий атомний підводний човен                                      |
| Розробник проєкту                                               | СПМБМ «Малахіт»                                                             | СПМБМ «Малахіт»                                                             |
| Класифікація НАТО                                               | Akula-II                                                                    | Akula-II                                                                    |
| Основні характеристики                                          |                                                                             |                                                                             |
| Швидкість (надводна)                                            | 16,5 вузлів (30,5 км/год)                                                   | 16,5 вузлів (30,5 км/год)                                                   |
| Швидкість (підводна)                                            | 27 вузлів (50 км/год)                                                       | 27 вузлів (50 км/год)                                                       |
| Робоча глибина занурення                                        | 520 м                                                                       | 520 м                                                                       |
| Гранична глибина занурення                                      | 600 м                                                                       | 600 м                                                                       |
| Автономність плавання                                           | 100 діб                                                                     | 100 діб                                                                     |
| Екіпаж                                                          | 73 особи                                                                    | 73 особи                                                                    |
| Розміри                                                         |                                                                             |                                                                             |
| Довжина найбільша (по КВЛ)                                      | 110,3 м                                                                     | 110,3 м                                                                     |
| Ширина корпусу найб.                                            | 13,6 м                                                                      | 13,6 м                                                                      |
| Середня осадка (по КВЛ)                                         | 9,6 м                                                                       | 9,6 м                                                                       |
| Водотоннажність надводна                                        | 8 140 т                                                                     | 8 140 т                                                                     |
| Водотоннажність підводна                                        | 12 770 т                                                                    | 12 770 т                                                                    |
| Силова установка                                                |                                                                             |                                                                             |
| Атомна: 1 × ядерний ректор ОК-650Б3                             |                                                                             |                                                                             |
| Гвинти                                                          | 2                                                                           | 2                                                                           |
| Потужність                                                      | 190 МВт                                                                     | 190 МВт                                                                     |
| Озброєння                                                       |                                                                             |                                                                             |
| Торпедно- мінне озброєння                                       | 4 × 650-мм торпедні апарати (12 торпед) і 4 × 533-мм ТА калібру (28 торпед) | 4 × 650-мм торпедні апарати (12 торпед) і 4 × 533-мм ТА калібру (28 торпед) |
| Ракетне озброєння                                               | ракетний комплекс морського базування РК-55 «Гранат»                        | ракетний комплекс морського базування РК-55 «Гранат»                        |
| ППО                                                             | ПЗРК «Стріла-3М»                                                            | ПЗРК «Стріла-3М»                                                            |

К-263 «Барнаул» (рос. К-263 «Барнаул») — радянський та російський багатоцільовий атомний підводний човен проєкту 971 «Щука-Б». Закладений наприкінці 9 травня 1985 року на заводі заводі № 199 у Комсомольськ-на-Амурі. 28 травня 1986 року спущений на воду. 30 грудня 1987 року включений до складу Тихоокеанського флоту ВМФ СРСР.

## Історія служби
31 грудня 1988 року човен увійшов до складу 45-ї дивізії 2-ї флотилії підводних човнів Тихоокеанського флоту. У травні 1991 року К-263 здійснив перший і єдиний у своєї кар'єрі бойовий похід на патрулювання у відкритому океані, після чого використовувався в ролі навчального підводного човна решти ПЧ своєї серії. 13 квітня 1993 року отримав назву К-263 «Дельфін». У вересні 1997 року здійснив останній вихід в море. 9 лютого 2002 року човен перейменований на К-263 «Барнаул» на честь міста. З 2006 до 2013 року перебував у стані підготовки до ремонту, який так і не був проведений. У результаті у 2013 році прийнято рішення утилізувати атомний підводний човен.